# Carolinamees
De carolinamees (Poecile carolinensis; synoniem: Parus carolinensis) is een kleine zangvogel uit de mezenfamilie Paridae. Hun broedgebied beslaat het zuidoostelijke deel van de Verenigde Staten van Florida en Texas tot Kansas in het noorden.

## Kenmerken
De volwassen carolinamees heeft een zwarte kap en bef met wit op de zijkant van het gezicht. De onderzijde is wit met roestbruin op de flanken, de rug is grijs. Hij heeft een korte donkere snavel en een redelijk lange staart. Ze lijken bijzonder veel op de Amerikaanse matkop die verder noordelijk voorkomt. De belangrijkste verschillen zijn dat de carolinamees een wat bruinere vleugel heeft zonder witte randen aan de dekveren, de staart is iets korter en wat vierkanter. De roep is ook anders en dit verschil is voor een geoefend oor het belangrijkste onderscheid. Het tsjik-a-die van de carolinamees is sneller en hoger dan de zang van de Amerikaanse matkop. De carolinamees heeft ook een vierlettergrepige roep fi-bi-fi-bee. De hoge noten hiervan worden door de andere soort weggelaten. Al met al is onderscheid in het veld in die gebieden waar beide voorkomen bijzonder moeilijk. Er vindt ook hybridisatie plaats. De lichaamslengte bedraagt 13 cm.

## Leefwijze
Net als andere mezen zijn ze vrij acrobatisch en eten zowel insecten als zaden en bessen.
De vogel is in staat zijn lichaamstemperatuur te verlagen en in een staat van winterslaap te geraken. Dit is een belangrijk mechanisme om koude winters te doorstaan.

## Leefgebied
Het broedgebied is het (gemengde) loofbos van de zuidelijke Verenigde Staten vanaf New Jersey in het noordoosten tot Kansas in het westen en Florida en Texas in het zuiden. Het zijn voornamelijk standvogels maar zij trekken soms naar het zuiden bij erg streng winterweer.
De soort telt vier ondersoorten:
- P. c. atricapilloides: Kansas, Oklahoma en Texas.
- P. c. agilis: Arkansas, Louisiana en oostelijk Texas.
- P. c. carolinensis: de zuidoostelijke Verenigde Staten.
- P. c. extimus: de oostelijk-centrale Verenigde Staten.

## Voortplanting
Ze nestelen in een holle boom, soms in een natuurlijk hol, soms in een dat door een specht is uitgehakt. Daarin, in een komvormig nest van gras, mos en veertjes, legt het vrouwtje 6 tot 8 eieren.

## Taxonomie
De carolinamees wordt vaak nog in het geslacht Parus geplaatst samen met andere mezen. Echter, studies aan het mtDNA cytochroom b en ook aan de morfologie wijzen uit dat het beter is het geslacht Poecile af te splitsen omdat dit beter de verwantschap weerspiegelt (Gill et al., 2005). The American Ornithologists' Union heeft al enige tijd Poecile als een apart genus behandeld.